# 歌册

歌册，分为潮州歌册与东山歌册，是流行于中国广东省潮汕地区及福建省东山岛的一中民间曲艺表演方式。歌册是从弹词演变而来的，目前已成为中国国家级非物质文化遗产的一员。

## 概述
歌册一般被认为是由唐朝的潮州弹词演变而成，并形成于明代中叶，在清末至民国期间尤为繁盛。歌册表演者一般为女性，歌文用潮州方言编写，有唱词和独白。一般的曲文多为七字句，四句为一组，押韵以组为单位。
据估计，历代潮州歌册总数在500种以上，现存完整的约有200部左右，有资料可查的有300多部。内容来源于历史故事、古代小说、各种戏剧、神话传说、民间故事等。由于使用通俗语言，歌册即使是社会底层人民也很容易听懂。清末至民国时期由潮州李万利、吴瑞文堂、吴生记等商号用木板印刷的歌册本子（也就是歌词书）目前仍存世。
福建东山岛清代就已经是商港，潮汕地区的商船经常停泊在这里，久而久之潮州歌册就流传过来，经演变成为东山歌册。

## 部分作品
由于弹词演唱有一定技巧且需要乐器伴奏，所以需要书面记录，一些文化水平比较高的人编写这类书籍。但抄写本在传抄中又容易出现错漏，有印刷商觉得这样的书籍销路不错，就以此为模板大量印行。人们将这些刻本称为“歌册”，“歌册”一词由此得名。这些刻本一般称为“XX全歌”，如《刘明珠全歌》、《狄青平西全歌》。
潮州歌册的题材主要有三类：
- 地方民间故事和传说：如《苏六娘》、《英台仔》、《张古董》、《吴忠恕》、《方大人》、《过番客》等；
- 家喻户晓的地方乡贤故事：如《刘龙图》、《方大人》、《翁万达》等；
- 历史演义、小说、弹词改编：如《隋唐演义》、《下南唐》、《仁贵征东》、《十八寡妇征西》、《包公出世》、《东汉刘秀》、《正德君游江南》等。

## 表演形式
由于是从弹词演变而来，因此歌册具有弹词的一些特点。除内容相同外，设章回目、开端及回末有插图诗以兴比叙述的故事这些特点都是来自弹词的。但后期的歌册作品逐渐出现自有特色如四句转韵、押平声韵等。
古代，唱歌册的都是是妇女：职业诵唱者多是寡妇、孤寡老人、退休戏班女演员。她们手提装着几部歌册的花篮沿着每户人家的门口乞唱，按内容或时间收钱。业余者则是比较有学识，且口齿清晰的女性爱好者。诵读唱人碰上不认的字可以请教别人，也可用上一个字拉上拖腔带过。听者可以在听唱中对故事人物发表意见，听不清楚内容也可以提问。